# Kanton Belleville-sur-Meuse
Belleville-sur-Meuse is een kanton van het Franse departement Meuse. Het kanton maakt deel uit van het arrondissement Verdun.

## Geschiedenis
Door toepassing van het decreet van 17 februari 2014, werd het kanton op 22 maart 2015 gevormd uit de gemeenten Abaucourt-Hautecourt, Blanzée, Châtillon-sous-les-Côtes, Damloup, Dieppe-sous-Douaumont, Eix, Gincrey, Grimaucourt-en-Woëvre, Maucourt-sur-Orne, Mogeville, Moranville en Moulainville van het kanton Étain, de 9 Franse dorpen die zijn verwoest tijdens de Eerste Wereldoorlog en de gemeenten Belleville-sur-Meuse, Bras-sur-Meuse, Champneuville, Charny-sur-Meuse, Samogneux, Thierville-sur-Meuse en Vacherauville van het toen opgeheven kanton Charny-sur-Meuse.
Op 1 januari 2019 fuseerden Douaumont en Vaux-devant-Damloup tot de commune nouvelle Douaumont-Vaux. Hiermee nam het aantal gemeenten in het kanton af van 28 tot 27.

## Gemeenten
Het kanton Belleville-sur-Meuse omvat de volgende gemeenten:
- Abaucourt-Hautecourt
- Beaumont-en-Verdunois
- Belleville-sur-Meuse
- Bezonvaux
- Blanzée
- Bras-sur-Meuse
- Champneuville
- Charny-sur-Meuse
- Châtillon-sous-les-Côtes
- Cumières-le-Mort-Homme
- Damloup
- Dieppe-sous-Douaumont
- Douaumont-Vaux
- Eix
- Fleury-devant-Douaumont
- Gincrey
- Grimaucourt-en-Woëvre
- Haumont-près-Samogneux
- Louvemont-Côte-du-Poivre
- Maucourt-sur-Orne
- Mogeville
- Moranville
- Moulainville
- Ornes
- Samogneux
- Thierville-sur-Meuse
- Vacherauville